# Денис Монкада
Денис Монкада (исп. Denis Ronaldo Moncada Colindres; род. 1948, Мурра, Нуэва-Сеговия) — адвокат и дипломат, министр иностранных дел Никарагуа. Бывший постоянный представитель при Организации американских государств.

## Биография
Денис Монкада родился 28 ноября 1948 года в Мурра, Нуэва-Сеговия, Никарагуа.

### Карьера
С 1985—1987 годов занимал должность исполнительного помощника заместителя министра обороны и начальника Генерального штаба, а с 1983—1985 годов — главного командующего (генерального ревизора ВС Никарагуа).
С 17 января 2017 года является министром иностранных дел Никарагуа.

## Награды
- Орден Дружбы (14 августа 2023 года, Южная Осетия) — за большой личный вклад в развитие и укрепление отношений дружбы и сотрудничества между народами Республики Южная Осетия и Республики Никарагуа[3].